# Vacances de jour
Les vacances de jour sont des colonies de vacances où les enfants (d'âge scolaire) dorment tous les soirs à la maison.
Les activités se déroulent dans un cadre social élargi, dans l'agglomération ou dans les environs. Selon les offres proposées, ces activités de vacances ont lieu à la journée ou à la semaine. 